# Okano (cours d'eau)
Pour les articles homonymes, voir Okano.
La rivière Okano est un affluent de l'Ogooué dont le cours se situe au Gabon, et qui traverse les provinces du Woleu-Ntem, de l'Ogooué-Ivindo et du Moyen-Ogooué.